# Trygodes ovipara
Trygodes ovipara là một loài bướm đêm trong họ Geometridae.